# Isla Naka

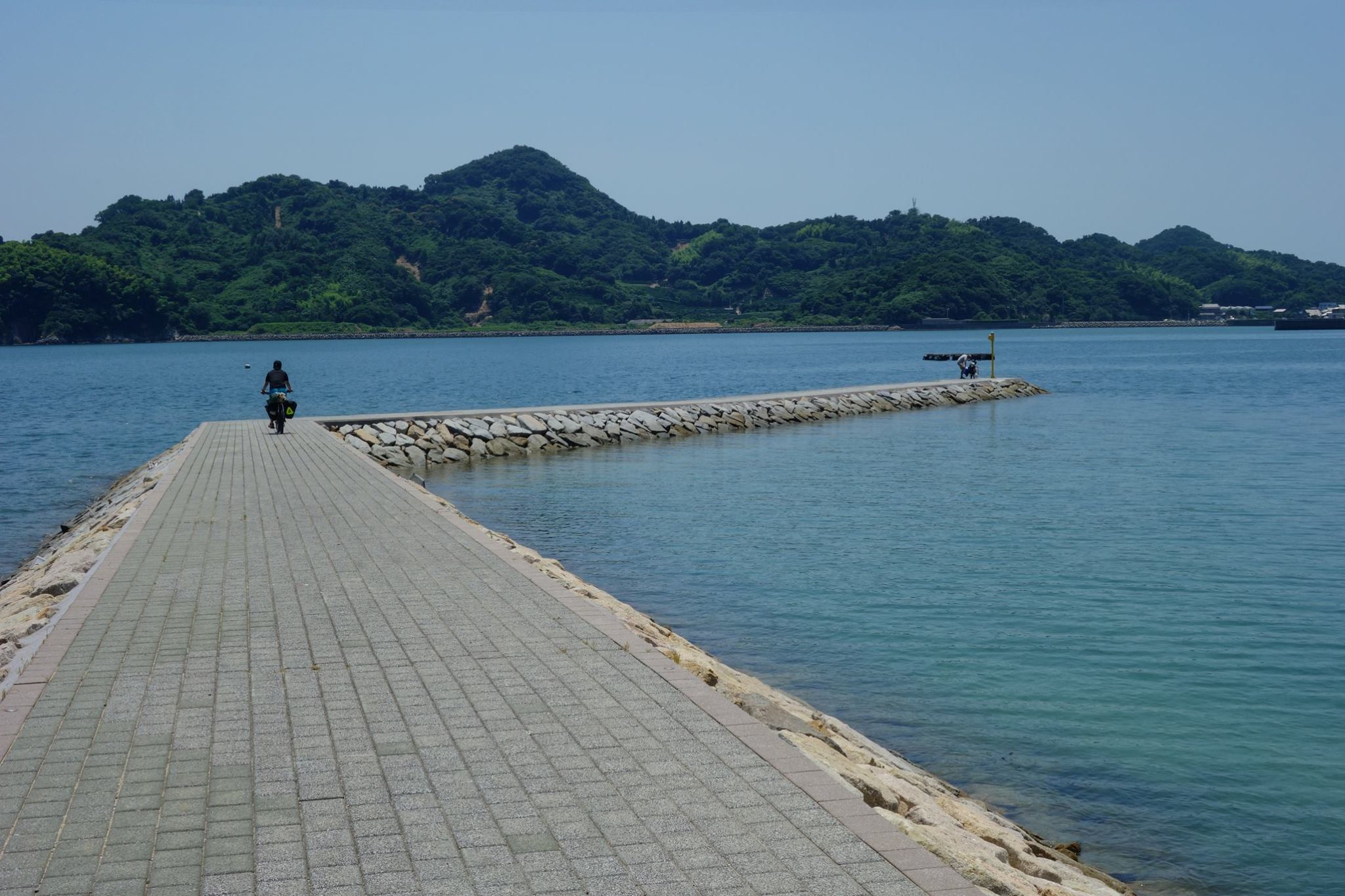
Foto de las orillas de la Isla Naka, en el año 2018.

La Isla Naka (中島 Naka-jima?) es una isla que forma parte del Archipiélago Kutsuna, de las cuales es la de mayor superficie. Está separado del Puerto de Matsuyama (松山港 Matsuyama-kō?) unos 10 km. Es conocida como la "Isla del triatlón".

## Características
Se encuentra al norte de la prefectura de Ehime en el mar Interior de Seto, cerca del límite con la prefectura de Hiroshima.
Tiene una superficie de 21,17 km². La mayor parte de la isla forma parte del Parque Nacional Mar Interior de Seto (瀬戸内海国立公園 Seto Naikai Kokuritsu-kōen?), y se trata de una isla de gran belleza. 
Predominan las zonas montañosas, en el que se destacan el monte Oori (大里山 Oori-yama?) de 296 m, y el Monte Taino (泰ノ山 Taino-yama?). A pesar de esta condición se cultivan cítricos (especialmente mikan), llegando a alcanzar casi la cima de las montañas.
Entre la Isla Naka y las islas Gogo (興居島 Gogo-shima?) y Tsuru (釣島 Tsuru-shima?), se  extiende el estrecho de Tsurushima. Este estrecho es una de las rutas marítimas principales en sentido este-oeste del mar Interior de Seto, por lo que tiene un tráfico importante.

## Historia
- Durante el Período Nara fue conocida como Isla Kotsuna (骨奈嶋 Kotsuna-shima?).
- En el Período Heian la isla fue utilizada para la crianza de vacas y caballos, además pasó a denominarse Isla Kutsuna (忽那嶋 Kutsuna-shima?), nombre que hacía referencia a su propietario. Posteriormente perdería la isla a manos de Hideyoshi Toyotomi.

## Gobierno
Perteneció al Pueblo de Nakajima del Distrito de Onsen (Ehime), que en la actualidad es parte de la Ciudad de Matsuyama.

## Economía
En los últimos años se realizaron cultivos experimentales y las producciones principales fueron jengibre, piretro y cebolla, aunque en la actualidad los cítricos son el principal cultivo.
Cuenta con dos astilleros navales y varias empresas de transporte marítimo.